# Iglesia de Times Square
La Iglesia de Times Square (en inglés: Times Square Church) es una megaiglesia cristiana no confesional y multinacional, fundada por el pastor David Wilkerson, autor del best-seller La Cruz y el Puñal, ubicada en 237 West en la calle 51 entre Broadway y la Octava Avenida en el Circuito de Broadway conocido como el distrito de los teatros de Manhattan, en el corazón de la ciudad de Nueva York.

## Historia de la Iglesia
Times Square Church fue fundada por David Wilkerson en 1987. En ese momento, Times Square era conocido como un centro de películas con clasificación X, clubes de estriptis, prostitución y adicción a las drogas. David Wilkerson abrió la iglesia en respuesta a lo que describió como «la gente físicamente desamparada y espiritualmente muerta» que vio entre los proxenetas, fugitivos y traficantes de crack que poblaban el área.  La Iglesia de Times Square celebró brevemente sus servicios en el Ayuntamiento en la calle 43 en Manhattan y luego en el Teatro Nederlander en la calle 41.
En 1989 la iglesia fue arrendada al antiguo Teatro Mark Hellinger . En 1991 compró el Teatro por $ 17 millones de dólares.  Wilkerson describió a la iglesia como una iglesia pentecostal evangélica encabezada por tres pastores: David Wilkerson, su hermano, Donald Wilkerson y Robert Phillips.  El teatro sigue siendo la ubicación actual de la iglesia en la calle 51.
En 2001, el pastor fundador David Wilkerson confió el pastorado principal a Carter Conlon, ex pastor evangélico del este de Canadá y pastor asociado en la Iglesia Times Square de 1994 a 2001. También hay ministros visitantes y misioneros que vienen a predicar de todas partes del mundo. La iglesia pone énfasis en la oración e incluso tiene una "oración durante el ministerio de predicación". También hay programas para la escuela secundaria y para adultos jóvenes para enseñar la verdad y el amor en la Palabra de Dios.
De 2007 a 2009, la iglesia organizó un evento llamado Prayer in the Square , un mitin de oración que tuvo lugar en Times Square .
El 5 de mayo de 2020, Tim Dilena se convirtió en pastor principal, el tercero desde la fundación de la iglesia. Tuvo una asociación de por vida con el pastor fundador David Wilkerson y ha predicado regularmente en la iglesia durante muchos años.

## Historia de la construcción
La iglesia tiene su sede en un edificio de teatro originalmente construido por Warner Bros. en 1930 como un palacio de cine , el Warner Hollywood Theatre, que luego se convirtió en un lugar de Broadway como Mark Hellinger Theatre.  Los musicales de Broadway notables que se han presentado en el teatro incluyen My Fair Lady , Jesus Christ Superstar y el musical Coco de Katharine Hepburn .  Times Square Church compró el edificio a la Nederlander Organization por una cantidad no revelada en 1991. En ese momento, el valor del edificio se estimó entre $ 15 millones y $ 18 millones.  Tras su compra, el pastor Donald W. Wilkerson, hermano de David Wilkerson y uno de los líderes de la iglesia, declaró que el teatro no sería alterado, diciendo «El teatro tiene un hito y seguirá siendo el mismo».